# Mindura serena
Mindura serena är en insektsart som beskrevs av Melichar 1899. Mindura serena ingår i släktet Mindura och familjen Nogodinidae. Inga underarter finns listade i Catalogue of Life.